# Chùa Huỳnh Đạo

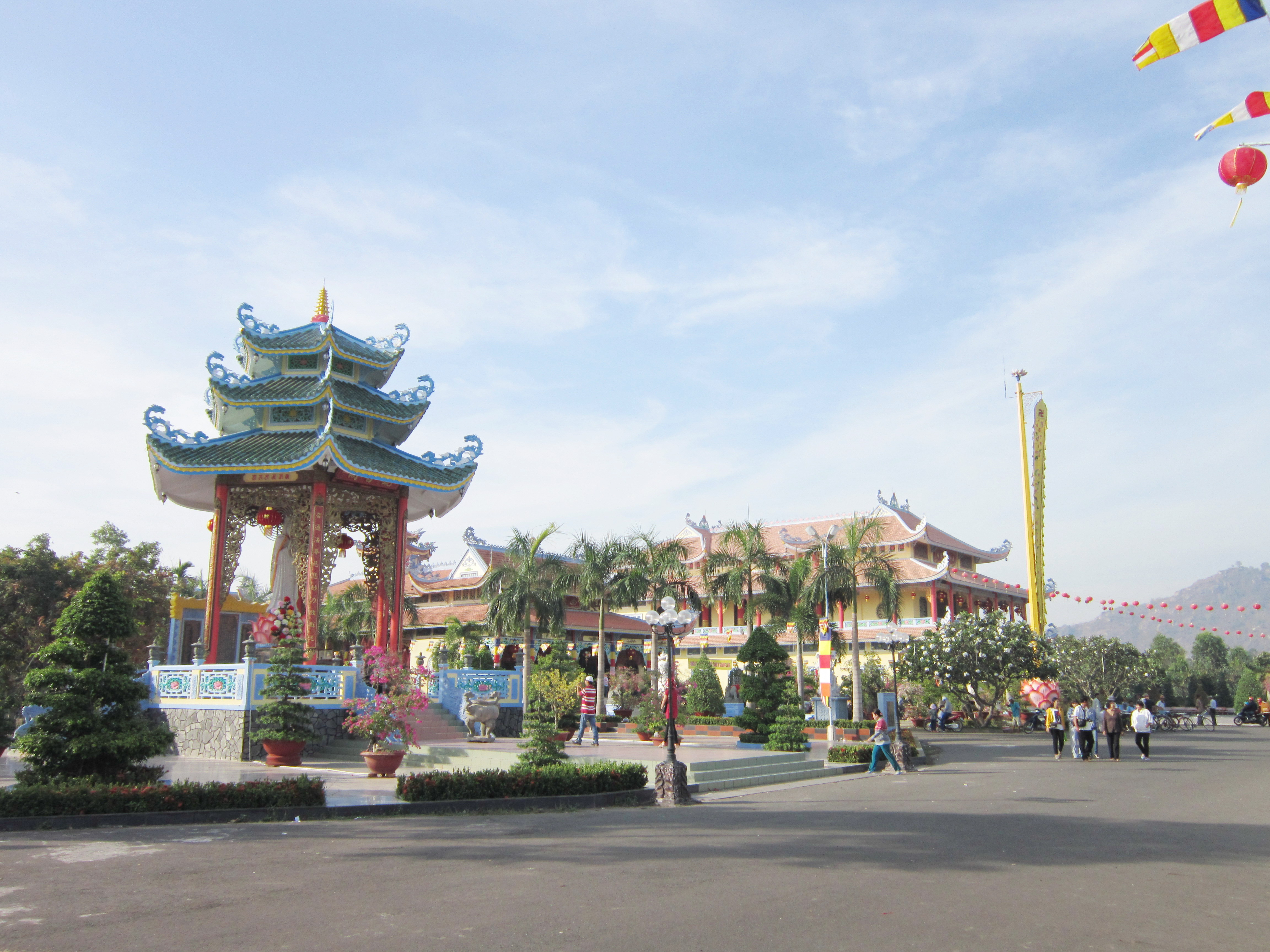
Toàn cảnh chùa Huỳnh Đạo

Chùa Huỳnh Đạo tọa lạc tại khóm Vĩnh Đông II, thuộc phường Núi Sam, thành phố Châu Đốc, tỉnh An Giang, Việt Nam. Đây là một danh thắng và là danh lam của tỉnh.

## Giới thiệu
Chùa được xây dựng năm 1996, trong một khuôn viên rộng rãi. Lúc đầu, chùa chỉ có ngôi Tam bảo. Những năm tiếp theo, xây thêm gác chuông, Quan Âm các và nhiều công trình khác tạo nên một khuôn viên hoành tráng và đẹp đẽ. Chùa được xây dựng theo kiến trúc Trung Hoa.
Trụ trì: Thượng tọa Thích Tôn Trấn.

## Ảnh

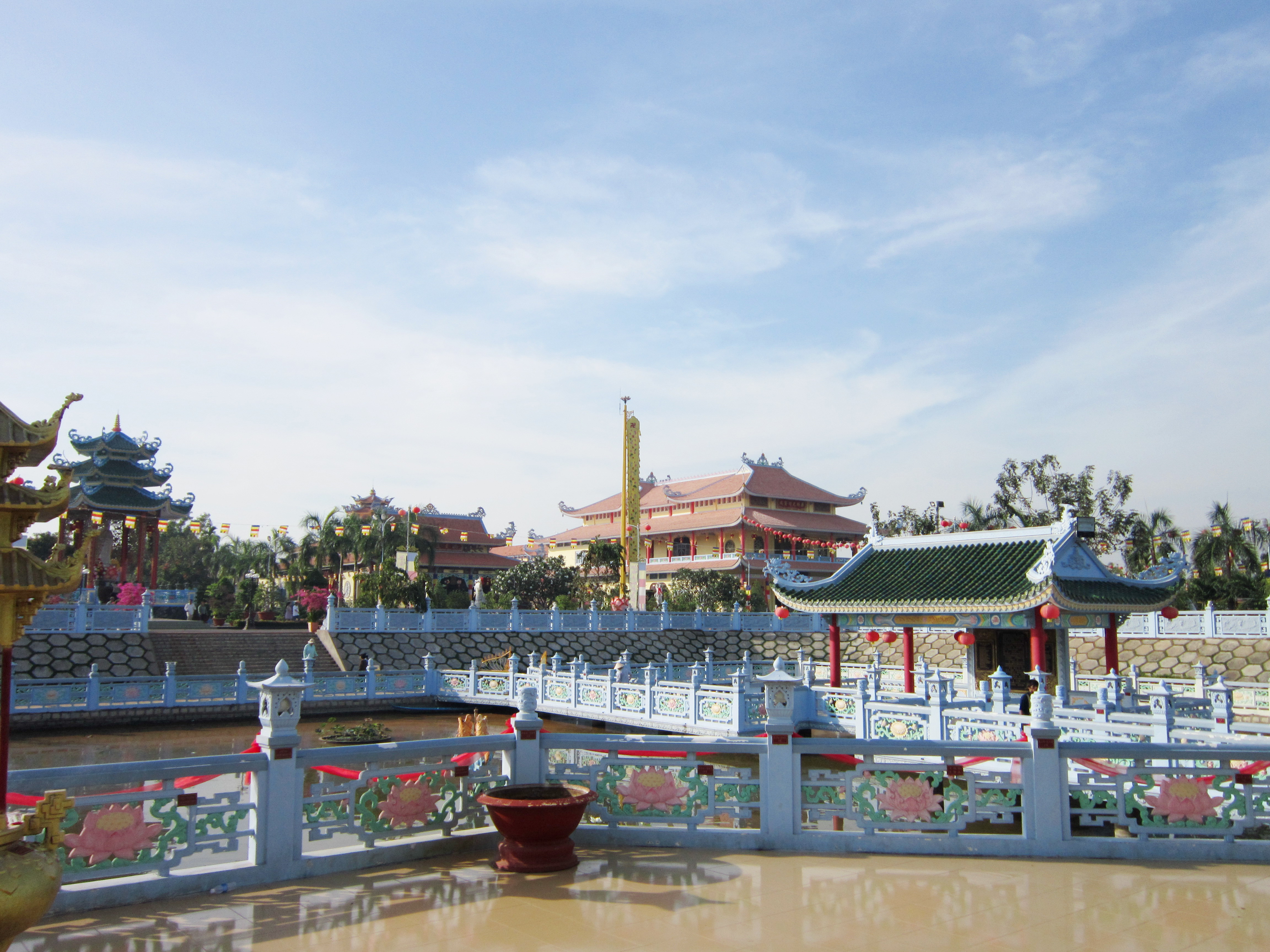
Toàn cảnh chùa Huỳnh Đạo (ảnh 2)
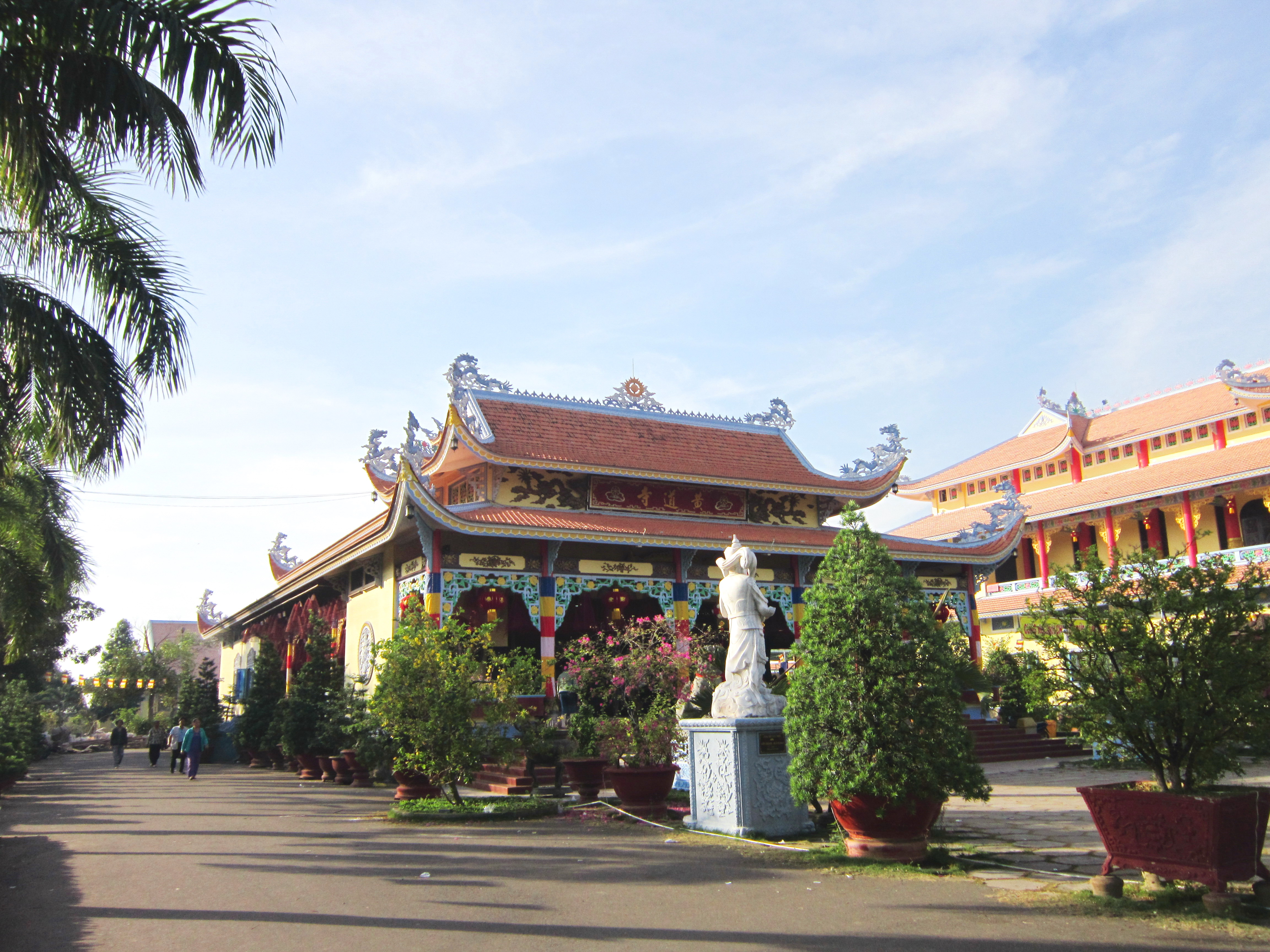
Chính điện
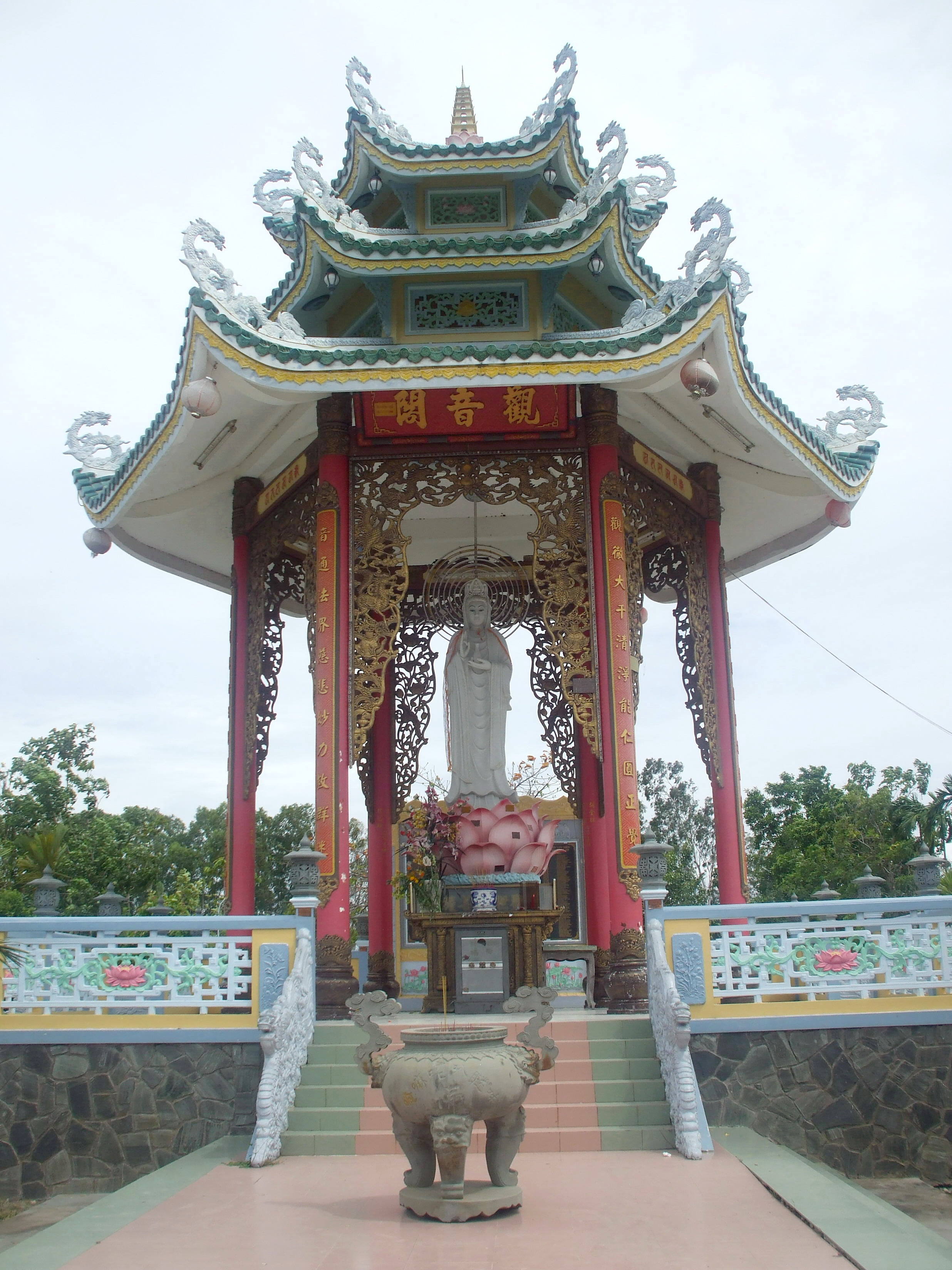
Quan Âm các
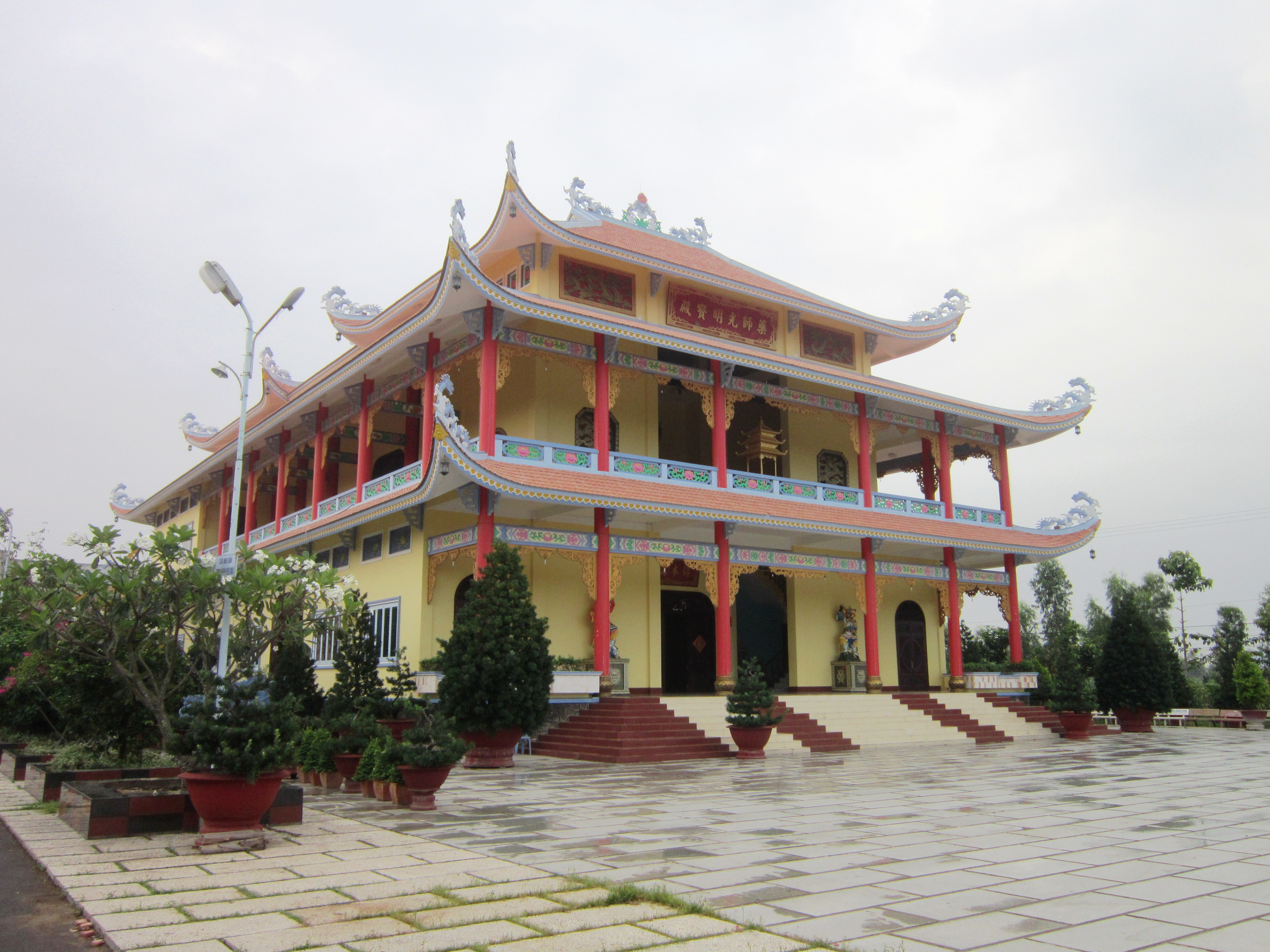
Một điện thờ Phật kề bên chính điện
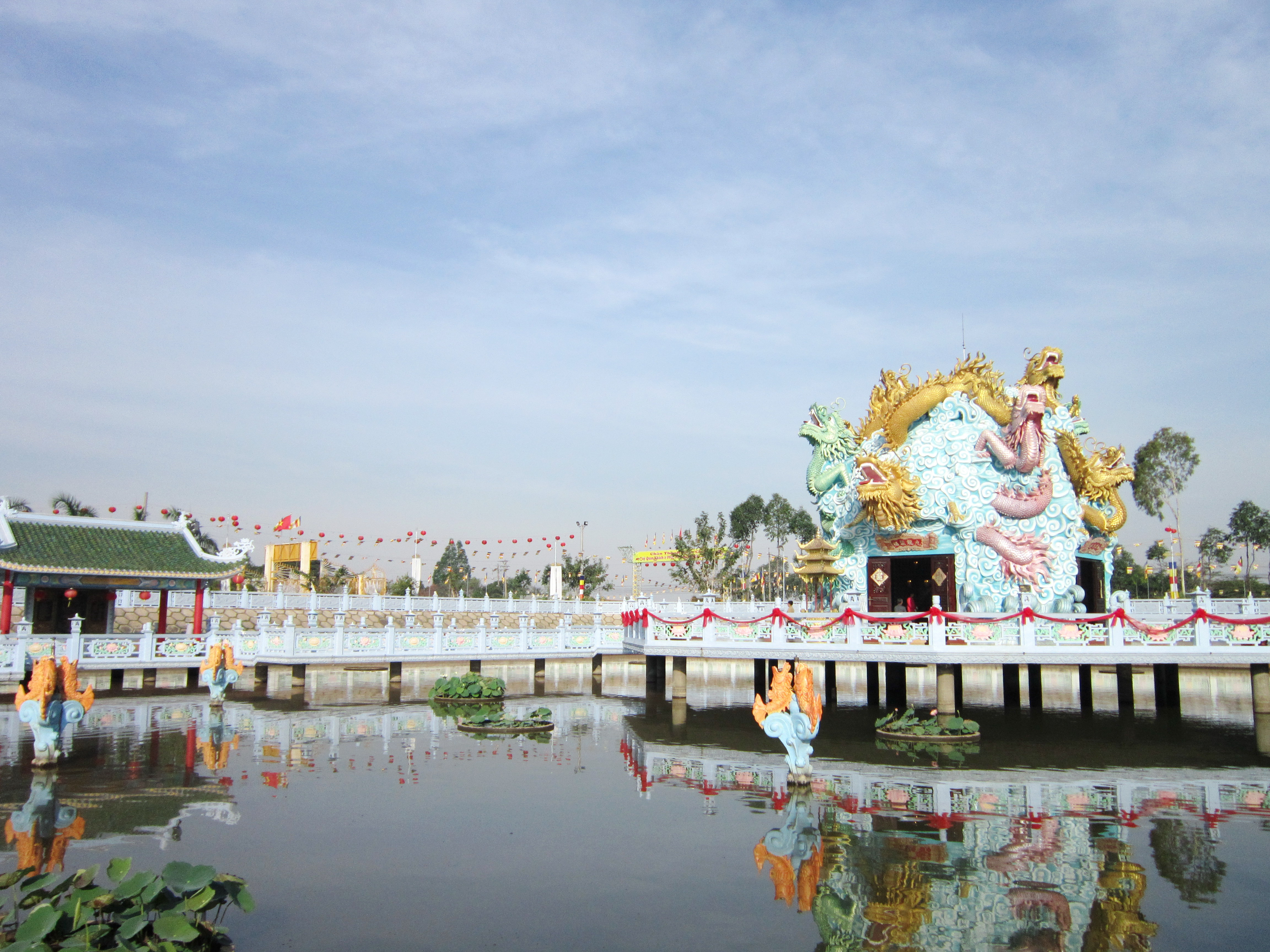
Điện thờ Phật Di Lặc trên một hồ nước rộng
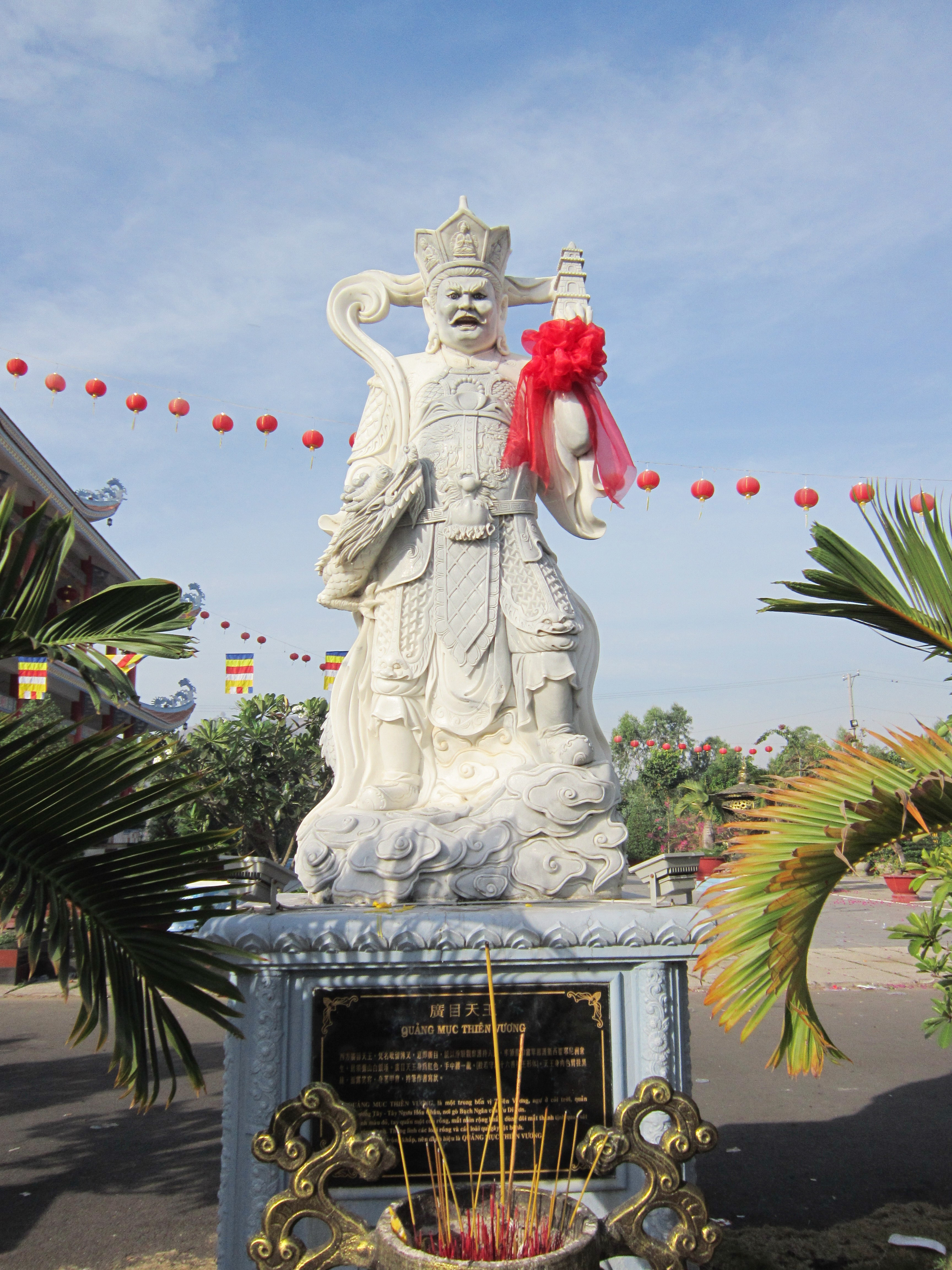
Một trong 4 tượng Thiên vương bằng đá trắng ở sân chính điện